# Vivian Bang
Vivian Bang é uma atriz americana de origem coreana.
Bang é conhecida por seu papel como "Soo-Mi" em Yes Man, uma produção comica da Warner Brothers estrelada por Jim Carrey, os créditos de Bang no cinema incluem: Boy Toy, Memoirs of a Geisha, Little Black Book, Robot Stories, Henry Fool e em 2006 ela foi indicada ao Oscar pelo filme Our Time Is Up. Ela foi premiada com Melhor Atriz para o Asian American Film Lab pelo curta-metragem Elizabeth Ong Is Missing.
Ela é uma das atrizes principais na série de comédia da TBS  Sullivan & Son. Seus créditos televisivos incluem: Better Off Ted, Numb3rs, House MD, Kath & Kim, How I Met Your Mother, Monk e Sex and the City.
Ela foi inicialmente criada em Nova York e é na New York University's Tisch School of the Arts.